# Navicula tripunctata
Navicula tripunctata – gatunek okrzemek. Gatunek typowy rodzaju Navicula. Jeden z najczęściej występujących w Europie Środkowej gatunek tej grupy glonów.

## Morfologia
Komórki żyją pojedynczo i posiadają dwa chloroplasty, usytuowane po obu stronach pasa obwodowego. Ze względu na najczęściej bardzo wąski, prostokątny pas obwodowy leżą najczęściej w widoku od strony okrywy. W widoku od strony pasa obwodowego gatunki są z reguły bardzo trudne do identyfikacji. Specyficzne kształty pancerzyka są umiarkowanie zmienne, mniej do bardziej lancetowate z końcami o bardzo zmiennym kształcie. Rafa regularnie posiada długi koniec terminalny zagięty ku wtórnej stronie okrywy, gdzie w obrębie prążków znajduje się też niezgodność Voigta. Jest prosta. Okrzemki te, są liniowo-lancetowe z klinowymi końcami o szerokości 6–10 μm i długości 32–60 μm.  Przekrój osiowy jest wąski, liniowy, z obszarem środkowym poprzecznie prostokątnym lub eliptycznym. Prążki są prawie równoległe w całej długości, słabo promieniste w środku i lekko zbieżne w wierzchołkach, 9–12 na 10 μm. Areole 30–33 w 10 μm.

## Ekologia
Gatunek szeroko rozpowszechniony, często dominujący w wodach o średniej lub wysokiej żyzności, także mezosaprobowych. Unika wód oligotroficznych i lekko kwaśnych. Gatunek kosmopolityczny.
W polskim wskaźniku okrzemkowym do oceny stanu ekologicznego rzek (IO) nieuznany za gatunek referencyjny ani dla rzek o podłożu węglanowym, ani krzemianowym. Przypisano mu wartość wskaźnika trofii równą 3,1, natomiast wskaźnika saprobii 2,1, co odpowiada preferencjom do wód zanieczyszczonych. W analogicznym wskaźniku dla wód jeziornych (IOJ) ma przypisaną jedną z wyższych wartości wskaźnikowych indeksu trofii: 5,3.